# Persone di nome Francesco/Giuristi
| Questa pagina contiene informazioni ricavate automaticamente dalle voci biografiche con l'ausilio del template Bio e di un bot. L'aggiornamento è periodico e automatico e ricostruisce completamente la pagina. Se manca una persona in questa lista, sei pregato di non aggiungerla, ma accertati piuttosto che la sua voce biografica contenga il template Bio e che i dati anagrafici siano correttamente compilati. Se il template Bio manca, inseriscilo tu stesso o, in alternativa, metti l'avviso {{tmp\|Bio}} che ne segnala la mancanza. Se i dati riportati sono sbagliati, correggi direttamente la voce biografica; le modifiche saranno visibili in questa lista entro pochi giorni. Per chiarimenti vedi il progetto antroponimi. La lista contiene solo le 57 persone che sono citate nell'enciclopedia e per le quali è stato implementato correttamente il template Bio. Pagina aggiornata al 6 mag 2025. |

Questa è una lista di persone presenti nell'enciclopedia che hanno il nome Francesco e sono giuristi.

## A(6)
- Francesco Accarigi, giurista italiano (Ancona, n. 1550 - Pisa, † 1622)
- Francesco Accolti, giurista, letterato e umanista italiano (Arezzo, n. 1416 - Siena, † 1488)
- Francesco d'Aguirre, giurista italiano (Salemi, n. 1682 - Milano)
- Francesco Albergotti, giurista italiano (Arezzo, n. 1304 - Firenze, † 1376)
- Francesco Antolisei, giurista italiano (San Severino Marche, n. 1882 - Rapallo, † 1967)
- Francesco Saverio Arabia, giurista, letterato e patriota italiano (Dipignano, n. 1821 - Napoli, † 1899)

## B(9)
- Francesco Vigilio Barbacovi, giurista italiano (Taio, n. 1738 - Trento, † 1825)
- Francesco Beccio, giurista, politico e diplomatico italiano (Occimiano, n. 1519 - Casale Monferrato, † 1593)
- Francesco Bevilacqua, giurista e ambasciatore italiano (n. 1304 - Verona, † 1368)
- Francesco Saverio Bianchi, giurista e politico italiano (Piacenza, n. 1827 - Civitavecchia, † 1908)
- Francesco Paolo Bozzelli, giurista, filosofo e politico italiano (Manfredonia, n. 1786 - Napoli, † 1864)
- Francesco Brevio, giurista e vescovo cattolico italiano (Parma, † 1508)
- Francesco Bruni, giurista e giudice italiano (San Severino Marche - † 1510)
- Francesco Saverio Bruno, giurista italiano (Brienza, n. 1756 - † 1799)
- Francesco Buonamici, giurista e politico italiano (Pisa, n. 1832 - Pisa, † 1921)

## C(5)
- Francesco Calasso, giurista italiano (Lecce, n. 1904 - Roma, † 1965)
- Francesco Capotorti, giurista e giudice italiano (Napoli, n. 1925 - Napoli, † 2002)
- Francesco Carrara, giurista e politico italiano (Lucca, n. 1805 - Lucca, † 1888)
- Francesco Paolo Casavola, giurista italiano (Taranto, n. 1931)
- Francesco Castro, giurista e islamista italiano (Roma, n. 1936 - Roma, † 2006)

## D(6)
- Francesco D'Agostino, giurista e filosofo italiano (Roma, n. 1946 - Roma, † 2022)
- Francesco D'Andrea, giurista, filosofo e politico italiano (Ravello, n. 1625 - Candela, † 1698)
- Francesco De Martino, giurista e politico italiano (Napoli, n. 1907 - Napoli, † 2002)
- Francesco Saverio De Rogati, giurista, librettista e traduttore italiano (Bagnoli Irpino, n. 1745 - Napoli, † 1827)
- Luigi des Ambrois de Nevache, giurista e politico italiano (Oulx, n. 1807 - Roma, † 1874)
- Francesco de Franchis, giurista italiano (Napoli, n. 1930 - Roma, † 2009)

## F(5)
- Francesco Ferrara, giurista italiano (Avola, n. 1877 - Napoli, † 1941)
- Francesco Filomusi Guelfi, giurista e politico italiano (Tocco da Casauria, n. 1842 - Tocco da Casauria, † 1922)
- Francesco Foggi, giurista e avvocato italiano (Livorno, n. 1748 - Pisa, † 1824)
- Francesco Forti, giurista e magistrato italiano (Pescia, n. 1806 - Firenze, † 1838)
- Francesco d'Accorso, giurista e letterato italiano (Bologna, n. 1225 - † 1293)

## G(6)
- Francesco Galgano, giurista e avvocato italiano (Catania, n. 1932 - Bologna, † 2012)
- Francesco Gallarati Scotti, giurista, giudice e nobile italiano (Milano, n. 1751 - Milano, † 1827)
- Francesco Gazzoni, giurista italiano (Roma, n. 1942)
- Francesco Giampietri, giurista e magistrato italiano (Bollita, n. 1754 - Napoli, † 1821)
- Francesco Gianniti, giurista e umanista italiano (Oriolo, n. 1921 - Oriolo, † 2017)
- Francesco Guizzi, giurista, magistrato e politico italiano (Salerno, n. 1933 - Roma, † 2021)

## M(1)
- Francesco Saverio Marini, giurista italiano (Roma, n. 1973)

## P(3)
- Francesco Mario Pagano, giurista, filosofo e politico italiano (Brienza, n. 1748 - Napoli, † 1799)
- Francesco Peroni, giurista italiano (Brescia, n. 1961)
- Francesco Pizzetti, giurista italiano (Alessandria, n. 1946)

## R(5)
- Francesco Rapolla, giurista e politico italiano (Atripalda, n. 1701 - Napoli, † 1762)
- Francesco Ricciardi, giurista, avvocato e politico italiano (Foggia, n. 1758 - Napoli, † 1842)
- Francesco Rocco, giurista italiano (n. 1629 - † 1706)
- Francesco Ruffini, giurista, storico e politico italiano (Lessolo, n. 1863 - Torino, † 1934)
- Francesco Paolo Ruggiero, giurista, economista e politico italiano (Napoli, n. 1798 - Napoli, † 1881)

## S(6)
- Francesco Saja, giurista italiano (Rometta, n. 1915 - Roma, † 1994)
- Francesco Santoro-Passarelli, giurista italiano (Altamura, n. 1902 - Roma, † 1995)
- Francesco Saya, giurista, criminologo e avvocato italiano (Messina, n. 1804 - Messina, † 1874)
- Francesco Scaduto, giurista e politico italiano (Bagheria, n. 1858 - Favara, † 1942)
- Francesco Schupfer, giurista e politico italiano (Chioggia, n. 1833 - Roma, † 1925)
- Francesco Sprovieri, giurista e politico italiano (Acri, n. 1826 - Roma, † 1900)

## T(2)
- Francesco Tanasi, giurista italiano (Catania, n. 1966)
- Francesco Tritto, giurista italiano (Gravina in Puglia, n. 1950 - Roma, † 2005)

## V(2)
- Francesco Vaccaro, giurista, avvocato e politico italiano (Cosenza, n. 1900 - Cosenza, † 1977)
- Francesco Viganò, giurista italiano (Milano, n. 1966)

## Z(1)
- Francesco Zabarella, giurista, cardinale e vescovo cattolico italiano (Padova, n. 1360 - Costanza, † 1417)